# Gropahålet

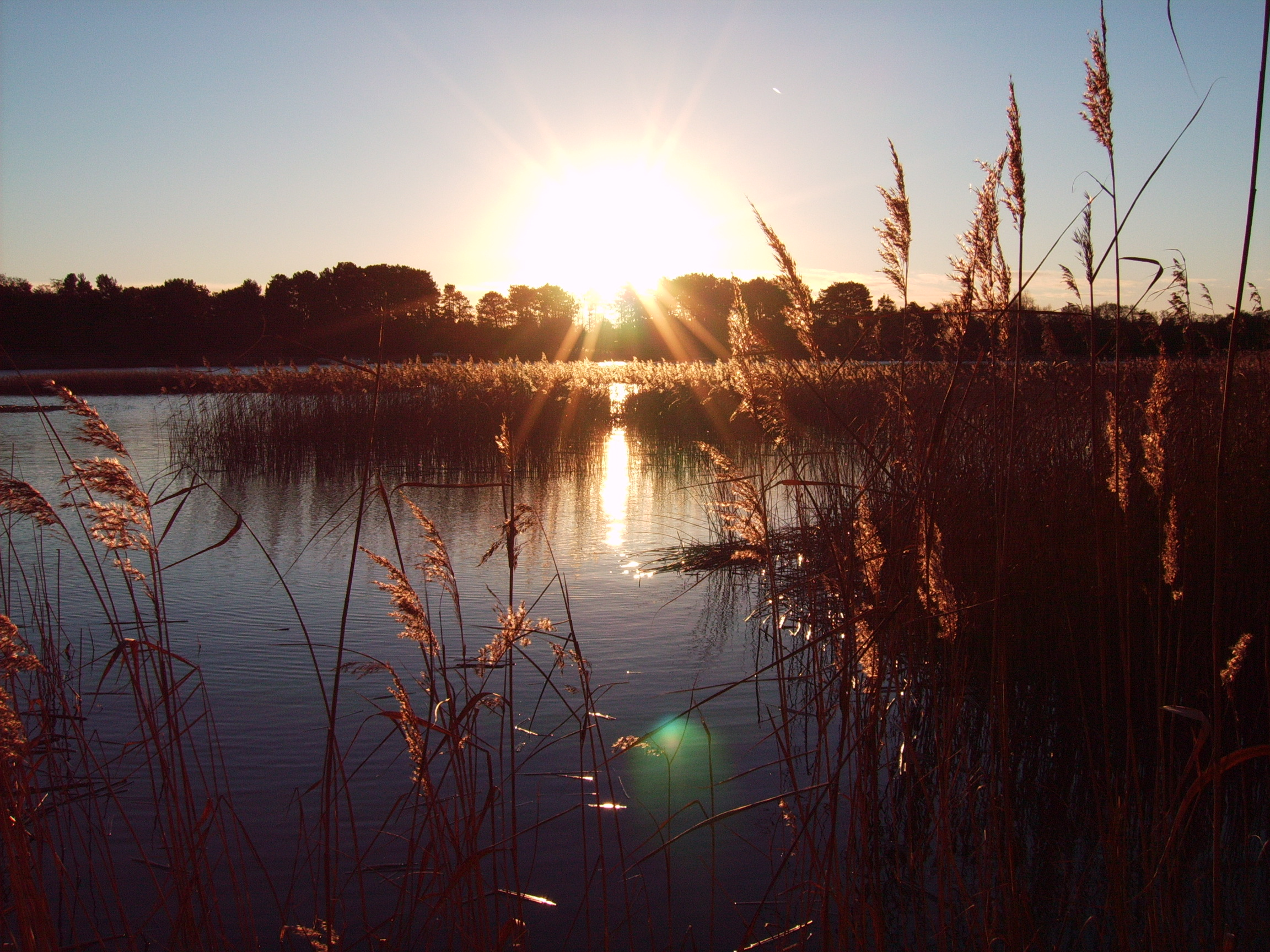

Gropahålet är  Helge ås största mynning som bildades 1775 genom att en dräneringskanal översvämmades och vidgades av det årets vårflod. Åmynningen flyttades då från huvudfåran i Åhus till Yngsjö. Kanalen grävdes sommaren 1774 av bönderna i Yngsjö som inte ville få sina åkrar översvämmade av de båda Yngsjöarnas (Stora och Lille sjö) översvämningar vid vårfloden. Tanken var att överskottsvattnet stilla skulle rinna ut i havet, men i stället tömdes sjöarna och vattennivån sänktes med 60-70 cm.
Den nuvarande träbron strax ovanför gropahålet pålades och återuppbyggdes av första kompaniet vid Ing 2 1979.
Gropahålet utgör även ett naturreservat på 32 hektar som bildades 1976 för de tallbevuxna sanddynerna. Den ursprungliga skogen längs kusten har förmodligen till största delen bestått av ek. På grund av en intensiv markanvändning avskogades kustområdet och sanden blottlades och började blåsa runt och bilda drivor. Under ett par hundra år hade man stora problem med sand som blåste ut över åkrarna innanför kusten. Ett komplicerat sanddynsystem med upp till 20 meter höga sanddyner uppstod i området. I början av 1800-talet utfördes tallplanteringar för att binda sanden och idag är i stort sett hela kustremsan åter bevuxen med skog, främst tall.
Gropahålet är även ett natura 2000-område.